# Gino Colaussi
Gino Colaussi, all'anagrafe Luigi Colàusig (Gradisca d'Isonzo, 4 marzo 1914 – Trieste, 24 dicembre 1991), è stato un calciatore e allenatore di calcio italiano, campione del mondo con la nazionale italiana nel 1938.

## Biografia
Fratello minore di Giordano, era pertanto conosciuto anche come Colaussi II. Il cognome paterno Colàusig verrà italianizzato in Colaussi durante l'epoca fascista. Anche il nipote Giordano Colausig avrebbe intrapreso la carriera calcistica.
Di umili origini (era figlio di agricoltori), prima di praticare il calcio a livello professionistico lavorava come ciabattino, guadagnando due lire per ogni paio di scarpe. Terminata la carriera calcistica, aprì un bar a Bassano del Grappa, ma ebbe notevoli difficoltà economiche che lo portarono anche a impegnare la medaglia d'oro vinta nel Mondiale 1938; nel 1986 lo Stato italiano gli concesse un vitalizio. È morto il 24 dicembre 1991 all'ospedale Santorio di Trieste ed è stato sepolto nel Cimitero monumentale di Sant'Anna.. Dopo la sua scomparsa gli sono stati dedicati lo stadio comunale di Gradisca d'Isonzo ed una tribuna dello stadio Nereo Rocco di Trieste.

## Caratteristiche tecniche
Ala sinistra, era veloce, scattante e dotato di un buon tiro; nonostante la struttura fisica modesta, sapeva farsi valere nei contrasti. Queste qualità, unitamente alla sua freddezza sottoporta, lo rendevano un buon realizzatore e compensavano il divario di classe con altri interpreti del ruolo come Raimundo Orsi. La sua specialità erano i cross e i traversoni.
Pur essendo prevalentemente mancino, sapeva disimpegnarsi bene anche con il piede destro. Secondo alcuni giornalisti fu l'inventore del cosiddetto doppio passo, storicamente attribuito al bolognese Amedeo Biavati.

## Carriera

### Giocatore

#### Club
Crebbe calcisticamente nell'Itala di Gradisca passando giovanissimo alla Triestina su indicazione personale del presidente Celso Cerretti all'allenatore István Tóth; con la maglia degli alabardati esordì in Serie A il 28 settembre 1930 a sedici anni contro il Bologna, segnando il suo primo gol in massima serie il 2 novembre 1930, nella vittoria interna contro l'Ambrosiana per 5-0. Rimase in forza alla Triestina per dieci stagioni consecutive, rivelandosi come una delle migliori ali del campionato.

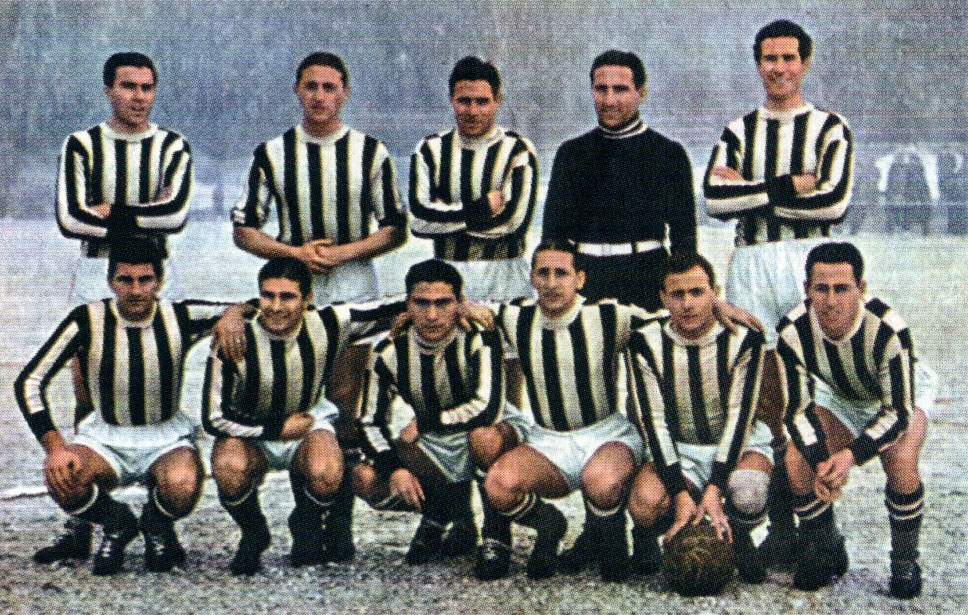
Colaussi (accosciato, primo da sinistra) nella Juventus del 1940-1941

Nel 1940, dopo un corteggiamento durato diversi anni, passò alla Juventus per la somma di 450.000 lire nonostante il Genova 1893 avesse offerto il doppio alla Triestina. L'inizio della sua militanza in bianconero fu condizionato dal servizio militare svolto in Istria, che ne ritardò la preparazione e l'inserimento in squadra, e anche le successive prestazioni furono inferiori alle attese, al punto da essere definito da un giornalista dell'epoca un limone spremuto. Pur poco impiegato nella seconda stagione, contribuì alla conquista della Coppa Italia 1941-1942.
Nel campionato 1942-1943 fu ceduto al Vicenza, accentuando il declino del proprio rendimento. Rimane ai berici anche durante il campionato di guerra; al termine del conflitto, rimise la casacca rossoalabardata per un'ultima annata, nel campionato di Divisione Nazionale 1945-1946. Con la Triestina disputò in totale undici stagioni, per un totale di 275 partite con 47 reti, che lo collocano al secondo posto nella classifica assoluta delle presenze di squadra, dietro a Piero Pasinati. Nel 1946 scese per la prima volta in Serie B, ingaggiato dal Padova con cui disputò il suo ultimo biennio professionistico contribuendo alla promozione in Serie A nel 1948.
Nelle stagioni successive ricoprì più volte il ruolo di allenatore-giocatore nelle serie inferiori: fu al Thiene nella stagione 1948-1949, alla Ternana nella stagione 1949-1950, scendendo sporadicamente in campo per far fronte alla difficile situazione in cui versava il club rossoverde. Nel biennio successivo fu ancora allenatore-giocatore, nelle file della Tharros di Oristano e poi con l'Olbia, con cui disputò la sua ultima stagione

#### Nazionale
Esordì in azzurro sotto la gestione di Vittorio Pozzo il 27 ottobre 1935, contro la Cecoslovacchia. Divenne titolare nel ruolo di ala sinistra sostituendo Raimundo Orsi, tornato in Argentina, ed era considerato insostituibile da Pozzo, che lo convocò per il Mondiale del 1938 nonostante precarie condizioni fisiche, chiedendogli anche di rinviare il proprio matrimonio.
Lasciato a riposo nella partita inaugurale contro la Norvegia, andò a segno contro Francia e Brasile e si ripeté nella finalissima contro l'Ungheria vinta per 4-2, realizzando una doppietta che portò il suo ruolino personale a 4 reti in 3 partite nella competizione. Dopo la partita offrì una cena a base di caviale e champagne tutti i compagni e membri dello staff tecnico. Sul finire degli anni Trenta cedette progressivamente il posto da titolare ad Pietro Ferraris e Carlo Reguzzoni.
In totale ha disputato 26 partite in Nazionale, realizzando 15 reti. Conta anche una presenza e una rete nella Nazionale B, il 15 maggio 1938, nel 4-0 inflitto al Lussemburgo.

### Allenatore
Appese le scarpe al chiodo, Colaussi tentò la carriera di allenatore, sempre prediligendo il lavoro con i giovani e l'attività di istruttore.
Dopo le esperienze come allenatore-giocatore, rimase all'Olbia conducendolo alla promozione in IV Serie nel campionato 1952-1953, nel quale fece esordire in prima squadra diversi giovani tra cui Gustavo Giagnoni.
Nel 1959 passò sulla panchina dell'Alcamo, militante nel campionato di Prima Categoria siciliana. Ottenne la promozione in Serie D al termine del campionato 1960-1961, tuttavia fu esonerato durante il campionato successivo, concluso con la retrocessione. Ciononostante, ricevette il Seminatore d'oro per i dilettanti nel 1962.
Nel 1963 tornò brevemente a Trieste come allenatore, subentrando a Enrico Radio nel campionato 1962-1963 e proseguì nelle serie inferiori con Campobasso, Vittoria, Canicattì, di nuovo Alcamo e infine Latina, in Serie C, subentrando a Domenico Biti senza poter evitare la retrocessione. Dopo questa esperienza si trasferì per alcuni mesi in Libia, insieme ad Amedeo Biavati, alla guida di una rappresentativa dilettantistica nel paese nordafricano su incarico della Federcalcio; fece rientro in Italia nel 1971, a causa delle difficili condizioni di vita degli italiani dopo la rivoluzione di Muʿammar Gheddafi.

## Statistiche

### Cronologia presenze e reti in nazionale
| Cronologia completa delle presenze e delle reti in nazionale ― Italia | Cronologia completa delle presenze e delle reti in nazionale ― Italia | Cronologia completa delle presenze e delle reti in nazionale ― Italia | Cronologia completa delle presenze e delle reti in nazionale ― Italia | Cronologia completa delle presenze e delle reti in nazionale ― Italia | Cronologia completa delle presenze e delle reti in nazionale ― Italia | Cronologia completa delle presenze e delle reti in nazionale ― Italia | Cronologia completa delle presenze e delle reti in nazionale ― Italia |
| Data                                                                  | Città                                                                 | In casa                                                               | Risultato                                                             | Ospiti                                                                | Competizione                                                          | Reti                                                                  | Note                                                                  |
| --------------------------------------------------------------------- | --------------------------------------------------------------------- | --------------------------------------------------------------------- | --------------------------------------------------------------------- | --------------------------------------------------------------------- | --------------------------------------------------------------------- | --------------------------------------------------------------------- | --------------------------------------------------------------------- |
| 27-10-1935                                                            | Praga                                                                 | Cecoslovacchia                                                        | 2 – 1                                                                 | Italia                                                                | Coppa Internazionale                                                  | -                                                                     |                                                                       |
| 24-11-1935                                                            | Milano                                                                | Italia                                                                | 2 – 2                                                                 | Ungheria                                                              | Coppa Internazionale                                                  | 1                                                                     |                                                                       |
| 5-4-1936                                                              | Zurigo                                                                | Svizzera                                                              | 1 – 2                                                                 | Italia                                                                | Amichevole                                                            | 1                                                                     |                                                                       |
| 17-5-1936                                                             | Roma                                                                  | Italia                                                                | 2 – 2                                                                 | Austria                                                               | Amichevole                                                            | -                                                                     |                                                                       |
| 31-5-1936                                                             | Budapest                                                              | Ungheria                                                              | 1 – 2                                                                 | Italia                                                                | Amichevole                                                            | -                                                                     |                                                                       |
| 25-10-1936                                                            | Milano                                                                | Italia                                                                | 4 – 2                                                                 | Svizzera                                                              | Coppa Internazionale                                                  | -                                                                     |                                                                       |
| 15-11-1936                                                            | Berlino                                                               | Germania                                                              | 2 – 2                                                                 | Italia                                                                | Amichevole                                                            | 1                                                                     |                                                                       |
| 13-12-1936                                                            | Genova                                                                | Italia                                                                | 2 – 0                                                                 | Cecoslovacchia                                                        | Amichevole                                                            | -                                                                     |                                                                       |
| 25-4-1937                                                             | Torino                                                                | Italia                                                                | 2 – 0                                                                 | Ungheria                                                              | Coppa Internazionale                                                  | 1                                                                     |                                                                       |
| 23-5-1937                                                             | Praga                                                                 | Cecoslovacchia                                                        | 0 – 1                                                                 | Italia                                                                | Coppa Internazionale                                                  | -                                                                     |                                                                       |
| 27-5-1937                                                             | Oslo                                                                  | Norvegia                                                              | 1 – 3                                                                 | Italia                                                                | Amichevole                                                            | -                                                                     |                                                                       |
| 31-10-1937                                                            | Ginevra                                                               | Svizzera                                                              | 2 – 2                                                                 | Italia                                                                | Coppa Internazionale                                                  | -                                                                     |                                                                       |
| 22-5-1938                                                             | Genova                                                                | Italia                                                                | 4 – 0                                                                 | Jugoslavia                                                            | Amichevole                                                            | 1                                                                     |                                                                       |
| 12-6-1938                                                             | Parigi                                                                | Francia                                                               | 1 – 3                                                                 | Italia                                                                | Mondiali 1938 - Quarti di finale                                      | 1                                                                     |                                                                       |
| 16-6-1938                                                             | Marsiglia                                                             | Brasile                                                               | 1 – 2                                                                 | Italia                                                                | Mondiali 1938 - Semifinale                                            | 1                                                                     |                                                                       |
| 19-6-1938                                                             | Parigi                                                                | Ungheria                                                              | 2 – 4                                                                 | Italia                                                                | Mondiali 1938 - Finale                                                | 2                                                                     | 2º titolo mondiale                                                    |
| 20-11-1938                                                            | Bologna                                                               | Italia                                                                | 2 – 0                                                                 | Svizzera                                                              | Amichevole                                                            | 1                                                                     |                                                                       |
| 4-12-1938                                                             | Napoli                                                                | Italia                                                                | 1 – 0                                                                 | Francia                                                               | Amichevole                                                            | -                                                                     |                                                                       |
| 26-3-1939                                                             | Firenze                                                               | Italia                                                                | 3 – 2                                                                 | Germania                                                              | Amichevole                                                            | -                                                                     |                                                                       |
| 13-5-1939                                                             | Milano                                                                | Italia                                                                | 2 – 2                                                                 | Inghilterra                                                           | Amichevole                                                            | -                                                                     |                                                                       |
| 4-6-1939                                                              | Belgrado                                                              | Jugoslavia                                                            | 1 – 2                                                                 | Italia                                                                | Amichevole                                                            | 1                                                                     |                                                                       |
| 8-6-1939                                                              | Budapest                                                              | Ungheria                                                              | 1 – 3                                                                 | Italia                                                                | Amichevole                                                            | 2                                                                     |                                                                       |
| 11-6-1939                                                             | Bucarest                                                              | Romania                                                               | 0 – 1                                                                 | Italia                                                                | Amichevole                                                            | 1                                                                     |                                                                       |
| 20-7-1939                                                             | Helsinki                                                              | Finlandia                                                             | 2 – 3                                                                 | Italia                                                                | Amichevole                                                            | -                                                                     |                                                                       |
| 26-11-1939                                                            | Berlino                                                               | Germania                                                              | 5 – 2                                                                 | Italia                                                                | Amichevole                                                            | -                                                                     | Cap.                                                                  |
| 5-5-1940                                                              | Milano                                                                | Italia                                                                | 3 – 2                                                                 | Germania                                                              | Amichevole                                                            | 1                                                                     |                                                                       |
| Totale                                                                |                                                                       | Presenze                                                              | 26                                                                    |                                                                       | Reti (18º posto)                                                      | 15                                                                    |                                                                       |

| Cronologia completa delle presenze e delle reti in nazionale ― Italia B | Cronologia completa delle presenze e delle reti in nazionale ― Italia B | Cronologia completa delle presenze e delle reti in nazionale ― Italia B | Cronologia completa delle presenze e delle reti in nazionale ― Italia B | Cronologia completa delle presenze e delle reti in nazionale ― Italia B | Cronologia completa delle presenze e delle reti in nazionale ― Italia B | Cronologia completa delle presenze e delle reti in nazionale ― Italia B | Cronologia completa delle presenze e delle reti in nazionale ― Italia B |
| Data                                                                    | Città                                                                   | In casa                                                                 | Risultato                                                               | Ospiti                                                                  | Competizione                                                            | Reti                                                                    | Note                                                                    |
| ----------------------------------------------------------------------- | ----------------------------------------------------------------------- | ----------------------------------------------------------------------- | ----------------------------------------------------------------------- | ----------------------------------------------------------------------- | ----------------------------------------------------------------------- | ----------------------------------------------------------------------- | ----------------------------------------------------------------------- |
| 15-5-1938                                                               | Milano                                                                  | Italia B                                                                | 4 – 0                                                                   | Lussemburgo                                                             | Amichevole                                                              | 1                                                                       |                                                                         |
| Totale                                                                  |                                                                         | Presenze                                                                | 1                                                                       |                                                                         | Reti                                                                    | 1                                                                       |                                                                         |

## Palmarès

### Giocatore

#### Club
- Coppa Italia: 1

Juventus: 1941-1942
- Serie B: 1

Padova: 1947-1948

#### Nazionale
- Campionato mondiale: 1

Francia 1938
- Coppa Internazionale: 1

1933-1935

#### Individuale
- XI All star team dei mondiali: 1[26]

Francia 1938

### Allenatore
- Promozione: 1

Olbia: 1952-1953
- Prima Categoria: 1

Alcamo: 1960-1961